# Elezioni in Burundi
In Burundi i cittadini sono stati chiamati alle urne per eleggere il Presidente della repubblica, il parlamento, le autorità periferiche locali ed in occasione di referendum.
Le elezioni presidenziali si sono svolte nel 1984, nel 1993, nel 2010, nel 2015 e nel 2020.
Le elezioni legislative si sono svolte nel 1961, nel 1965, nel 1982, nel 1993, nel 2005, nel 2010, nel 2015, nel 2020 e nel 2025.
Le elezioni comunali si sono svolte nel 1960, nel 2005 e nel 2010.
Infine è stato indetto il referendum nel 1981, nel 1991, nel 1992 e nel 2005.

## Periodo coloniale
Durante il periodo coloniale si sono svolte due consultazioni elettorali: nel 1953 e nel 1956 per eleggere le assemblee consultative indigene, secondo le direttive dell'O.N.U., di condurre il paese colonizzato verso la democrazia e l'indipendenza.
I Consigli di sotto-chefferie, i Consigli di chefferie, i Consigli di territorio ed infine il Consiglio superiore del paese (CSP) esistevano già fin dal 1945, ma precedentemente erano nominati direttamente dall'autorità coloniale. Nel 1953 metà dei membri assembleari saranno nominati dall'autorità come precedentemente, l'altra metà sarà eletta da personalità scelte dall'autorità territoriale. Gli eletti saranno quasi esclusivamente abaganwa, membri della famiglia reale, o tutsi.
Nel 1956, per il rinnovo dei consigli di sotto-chefferie, furono indette nuove elezioni, questa volta e per la prima volta a suffragio universale maschile diretto. Non c'erano partiti politici che a quel tempo erano vietati e non ci fu nemmeno una campagna elettorale. Non c'erano nemmeno dei candidati: ogni elettore poteva essere eletto.

## Il regno

### Elezioni comunali del 1960
Le chefferies vennero abrogate e vennero costituiti i comuni e le provincie.
Nel contesto di democratizzazione imposta dall'ONU alla potenza tutelare belga, al fine di avviare il Burundi verso l'indipendenza, vengono indette per la fine del 1960 le prime elezioni a suffragio universale diretto maschile per eleggere 2873 amministratori comunali.
Nel giugno 1959 venne abrogato il decreto del giugno 1929 che vietava il diritto di associazione. Nacquero così in burundi numerosi partiti politici, dei quali 27 si presentarono per partecipare alle elezioni. I quattro più importanti erano l'UPRONA fondato nel 1958 da Louis Rwagasore che poté uscire dalla clandestinità, il Partito Democratico Cristiano, il Partito del Popolo e il Partito Democratico Rurale.
Molti partiti si riunirono e costituirono cinque cartelli elettorali, di cui il più importante fu il Fronte Comune Democratico che riunì 12 partiti tra cui il PDC, il PP e il PDR, con lo scopo di combattere l'UPRONA. Questo cartello era sostenuto dalle autorità coloniali.
L'UPRONA invece era un partito progressista, monarchico e nazionalista. Chiedeva l'immediata e totale indipendenza sotto la guida del mwami (re) in un contesto di multipartitismo.
Prima delle elezioni, vedendo la larga popolarità di cui godeva l'UPRONA, venne emanato un decreto per contrastare la sua vittoria: ai parenti e alleati del mwami fu vietata qualsiasi partecipazione politica diretta. In questo modo i lieders popolari quali il principe Louis Rwagasore, i generi del re Ndenzako e Muhirwa non poterono presentarsi alle elezioni. Non solo, alcune personalità vennero ritenute in residenza sorvegliata, se non imprigionate con pretesti, alcuni di essi preferirono rifugiarsi all'estero.
Il 21 ottobre 1960 venne aperta la prima campagna elettorale e dal 15 novembre all'8 dicembre si svolsero le elezioni che videro uno scontato risultato nella vittoria del Fronte Comune.
Dati riepilogativi:
| Aventi diritto  | 475.655         |
| Affluenza       | 397.651 (83,6%) |
| Voti non validi | 10.494          |
| Voti validi     | 387.157         |

| Partito                                     | Consiglieri | Borgomastri |
| ------------------------------------------- | ----------- | ----------- |
| Partito Democratico Cristiano               | 925         | 56          |
| Unione per il Progresso Nazionale           | 545         | 36          |
| Partito Rurale Democratico                  | 501         | 29          |
| Partito del Popolo                          | 222         | 16          |
| Unione Nazionale del Burundi                | 156         | 12          |
| Partito del Popolo del Burundi              | 109         | 11          |
| Movimento Rurale del Burundi                | 40          | 4           |
| Movimento per il Progresso del Burundi      | 32          | 2           |
| Partito Abanyamajambere b'i Burundi         | 13          | -           |
| Voce del Popolo murundi                     | 12          | 1           |
| Unione dei Tutsi, Hutu e Twa del Burundi    | 10          | -           |
| Unione Nazionale Africana del Ruanda-Urundi | 6           | -           |
| Partito dei lavoratori burundesi            | 4           | 1           |
| Partito per l'emancipazione del Popolo      | 4           | -           |
| Partito Conservatore                        | 1           | -           |
| Gruppi indipendenti o locali                | 293         | 13          |
| Fonte: EISA                                 |             |             |

### Elezioni legislative del 1961
L'anno successivo, le elezioni legislative si svolsero sotto un altro contesto, con lo scopo di eleggere i rappresentanti del futuro Burundi indipendente, l'ONU, attraverso la Commissione delle Nazioni Unite per il Ruanda-Urundi (CNURU), ha supervisionato l'organizzazione e lo svolgimento delle elezioni.
| Partito                                     | Voti    | %     | Seggi |
| ------------------------------------------- | ------- | ----- | ----- |
| Unione per il Progresso Nazionale           | 627,453 | 81.23 | 58    |
| Fronte Comune                               | 138,406 | 17.92 | 6     |
| Unione Nazionale Africana del Ruanda-Urundi | 1,641   | 0.21  | 0     |
| Altri partiti                               | 4,931   | 0.64  | 0     |
| Nulli/bianche                               | 10,596  | -     | -     |
| Totale                                      | 783,027 | 100   | 64    |
| Fonte: EISA                                 |         |       |       |

### Elezioni legislative del 1965
| Partito                           | Seggi Assemblea Nazionale | Seggi Senato |
| --------------------------------- | ------------------------- | ------------ |
| Unione per il Progresso Nazionale | 21                        | 12           |
| Fronte Comune                     | 10                        | 0            |
| Indipendenti                      | 2                         | 0            |
| Altri partiti                     | 0                         | 4            |
| Totale                            | 33                        | 16           |
| Fonte: EISA                       |                           |              |